# Symbole d'accueil, d'accompagnement et d'accessibilité

Le symbole d'accueil, d'accompagnement et d'accessibilité

Le symbole d'accueil, d'accompagnement et d'accessibilité (S3A) est, en France, un pictogramme identifiant les services (tels que l'accueil et l'accompagnement) et les produits (tels que des documents) qui sont accessibles aux personnes handicapées mentales et aux personnes souffrant de difficultés similaires (telles que celles induites par l'illettrisme).

## Description
Il consiste, sur un fond carré de couleur bleue, en un dessin stylisé de deux visages souriants : l'un de profil (au premier plan, sur la partie gauche du pictogramme), l'autre de face (en arrière-plan, sur la partie droite). Le premier est bleu avec des contours blancs, le second est en couleurs inversées.
Le bleu qu'il utilise est celui de référence 301C dans le système Pantone.

## Création et normalisation
Initié par l'Unapei, ce pictogramme a été standardisé par l'Afnor sous la norme française numérotée NF X 05-050, proposée en novembre 1999 et homologuée en mai 2000 ; cette norme a été modifiée par un amendement numéroté NF X 05-050/A1, proposé en avril 2001 et homologué en décembre 2001.

## Engagements
L'apposition de ce pictogramme implique des engagements en matière d'accessibilité. Il implique des efforts spécifiques en matière d'accueil et d'accompagnement dans le but de favoriser une plus grande autonomie de ces publics.
En apposant ce pictogramme dans leurs locaux, et en adhérant à sa charte d'application, les établissements s'engagent en faveur des personnes handicapées mentales. Il s'agira par exemple de développer une meilleure qualité d'écoute et d'accueil au sein de l'établissement, de mettre à leur disposition des informations simplifiées, etc.

## Utilisations
Les pouvoirs publics l'ont introduit dans les rames de transport public guidé urbain rendues accessibles,, ainsi que dans le logo du label Tourisme et Handicap.